# World Wind
World Wind est un logiciel d'exploration de planètes, grâce à des photographies satellites et aériennes, développé par l'Ames Research Center de la NASA dans un but pédagogique.

## Vue d'ensemble
World Wind est diffusé sous une licence libre. Les images sont dans le domaine public. L'interface utilisateur est une simulation en trois dimensions de la Terre, de la planète Mars et de la Lune. Sur certaines zones des États-Unis, il est possible d'identifier jusqu'à la catégorie d'un véhicule, ou — par exemple — de voir distinctement les lettres de l'écriteau HOLLYWOOD...
Le programme, une fois installé, peut être utilisé directement, mais aussi depuis une page web grâce au protocole worldwind://.
Exemple : worldwind://goto/world=Earth&lat=34.13410&lon=-118.32172&alt=1000 (Hollywood).
Il est écrit dans le langage de programmation .Net et la partie graphique est gérée par DirectX.
Certains lieux sont cliquables et renvoient vers l'encyclopédie en ligne Wikipédia anglophone.

## World Wind Java SDK
Depuis mai 2007, une version Java de World Wind est disponible sous la forme d'une boîte à outils pour développeurs (Software Development Kit). Ce SDK n'est pas destiné à être utilisé tel quel, mais à être intégré dans d'autres applications ayant besoin des fonctionnalités de World Wind (comme le globe virtuel).
Contrairement à la version originale qui ne fonctionne que sur plate-forme Windows, WWJ peut fonctionner sur n'importe quel système d'exploitation supportant le langage Java : entre autres Windows, Linux, Mac OS X, Solaris et possiblement d'autre plates-formes mobiles.

## Forks et clones
- Projet Geoforge contient un fork de World Wind. Il fournit des logiciels open source, correspondant à des plateformes logicielles en géosciences. Les fonctionnalités de World Wind sont alors utilisées pour représenter des objets géolocalisés en géosciences.
- Dapple est un fork de World Wind. C'est un projet open source créé par Geosoft. Il a des fonctionnalités en géosciences (serveurs WMS) et est destiné aux professionnels des géosciences, son interface est similaire à Google Earth.
- SERVIR-VIZ est une version personnalisée de World Wind développée par IAGT pour le projet SERVIR.
- WW2D est une application cross-platform, gratuite et open source. Elle est basée sur les technologies Java et OpenGL. Elle s'exécute sous Windows, Mac OS X, Linux (x86 and x86-64) et Solaris sur SPARC. WW2D utilise les images des serveurs World Wind.
  - WW2D Plus One est une mise à jour de WW2D fournissant un visualiseur 3D.
- Punt est un fork de World Wind initié par deux membres de la Communauté du logiciel libre qui avaient contribué à World Wind. Il est basé sur le code de World Wind 1.3.2, mais sa première version avait déjà des fonctionnalités non présentes dans World Wind 1.3.2 ou 1.3.3 (comme la gestion des différentes langues). En 2012, Punt n'est disponible que pour Windows.

## Quelques images issues de World Wind

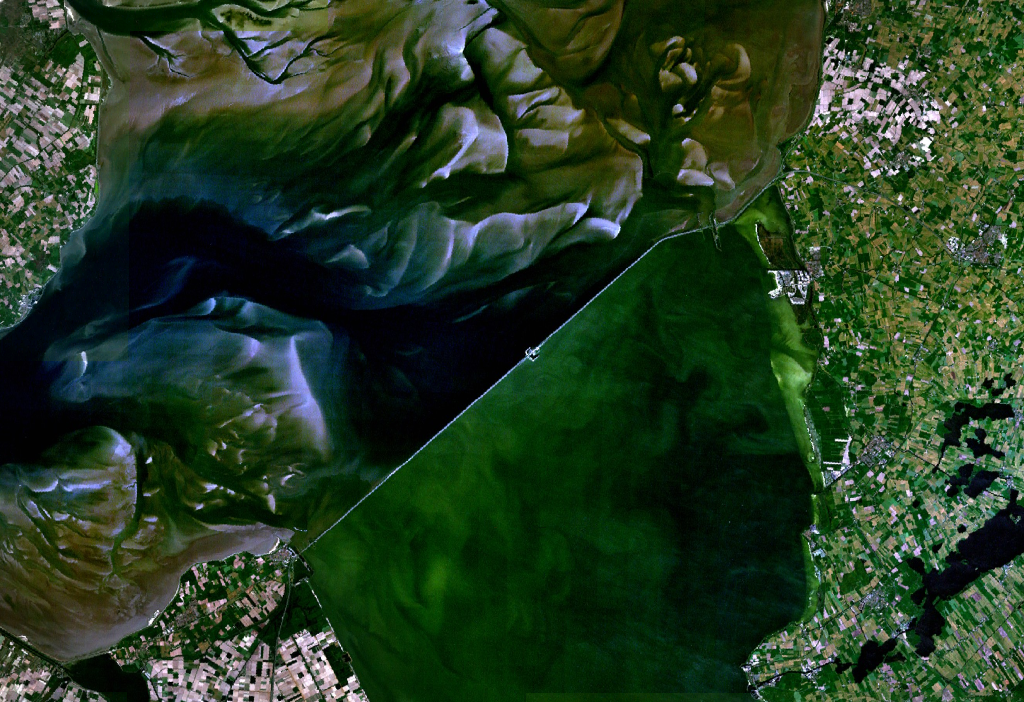
Afsluitdijk (Pays-Bas)
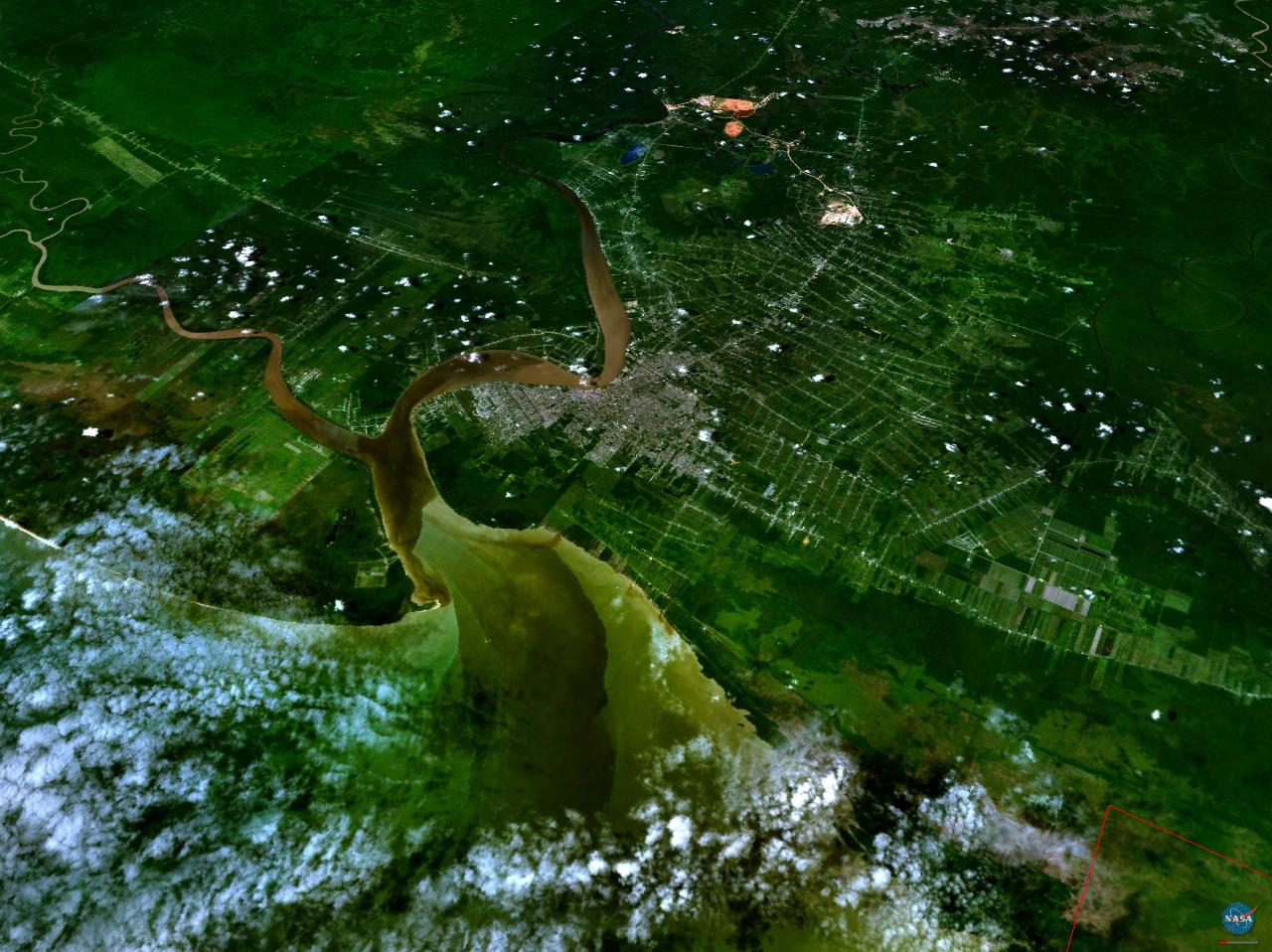
Paramaribo (Suriname)
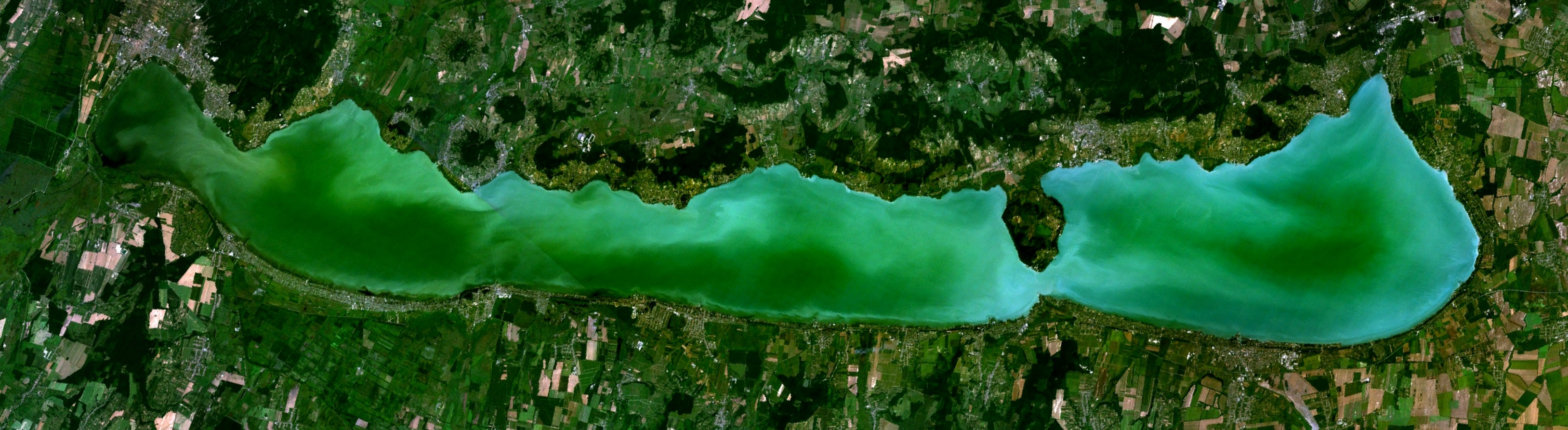
Lac Balaton (Hongrie)
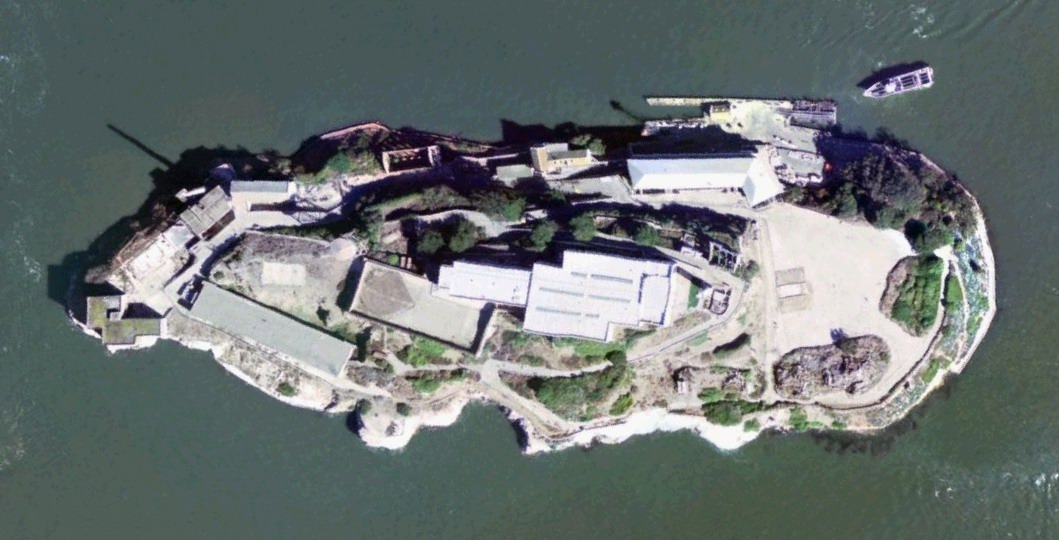
Alcatraz (Californie, baie de San Francisco)

### Autres logiciels similaires
D'autres logiciels ou services permettent de naviguer sur des globes virtuels
- Google Earth et Google Maps
- Géoportail
- Microsoft Virtual Earth
- Bhuvan
- WikiMapia

#### World Wind
- (en) NASA World Wind
- (en) « Accueil du projet World Wind », sur SourceForge.net.
- (en) World Wind Central
- (en) World Wind Wiki
- (fr) Foire aux questions World Wind

#### WW2D
- (en) World Wind 2D
- (en) WW2D - Plus One

#### Autres systèmes cartographiques en ligne
- SINTEF Virtual Globe
- Global-i